# سه‌پایه عکاسی

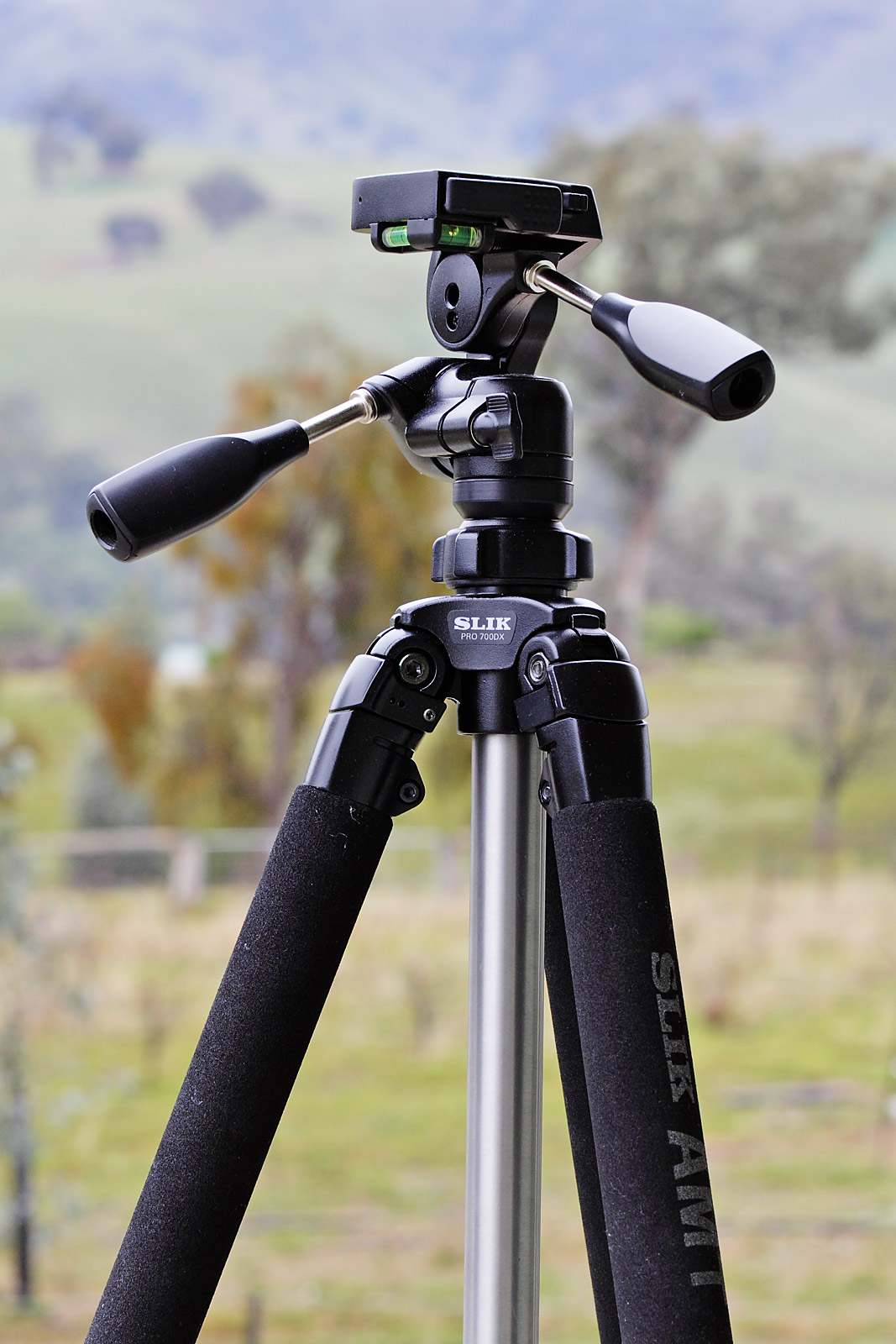
یک سه پایه

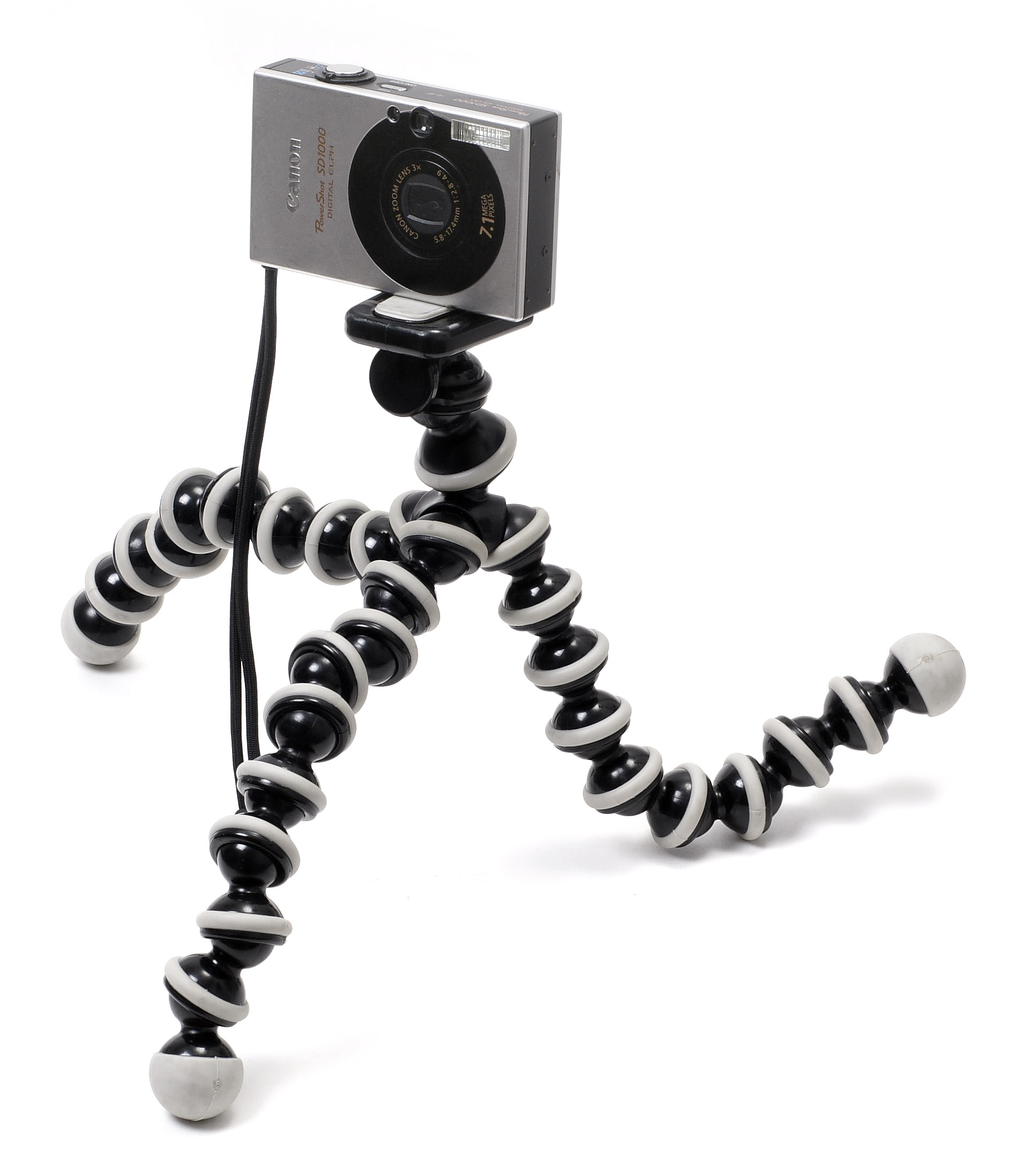
یک سه پایهٔ کوچک

سه پایهٔ عکاسی، وسیله‌ای است که می‌توان دوربین را روی آن نصب کرد و به کمک آن عکس گرفت. یک استفادهٔ سه پایه، جلوگیری از لرزش دوربین در نوردهی‌های زیاد است. همچنین به‌وسیلهٔ سه‌پایه می‌توان از تار شدن عکس که بر اثر تکان‌ خوردن دوربین ایجاد می‌شود، جلوگیری کرد. 

## وزن
سه‌پایه‌ها وزن‌های مختلفی دارند که علاوه بر اندازهٔ سه‌پایه، به جنس آن نیز بستگی دارد، سه‌پایه‌ها را معمولاً از فلزات سبک و بادوام همچون آلومینیوم و منیزیم و از ترکیبات کربنی می‌سازند که علاوه بر جلوگیری از زنگ زدن و افزایش استحکام، باعث کاهش وزن و سبکی سه‌پایه نیز می‌شود.
زیاد بودن وزن سه‌پایه، تعادل آن را بیش‌تر می‌کند و در نتیجه برای عملکرد اصلی آن مناسب‌تر است. به همین دلیل بسیاری از عکاسان سه‌پایه‌های سنگین را ترجیح می‌دهند.

## ارتفاع
سه‌پایه‌ها ارتفاع‌های مختلفی دارند؛ از سه‌پایه‌های کوچکی که حدود ۱۰ سانتی‌متر ارتفاع دارند گرفته، تا سه‌پایه‌هایی که از قد انسان نیز بلندترند.
معمولاً سه پایه‌ها تلسکوپی هستند و می‌توان آن‌ها را جمع نمود. تلسکوپی بودن پایه‌ها، انعطاف‌پذیری دستگاه را هم افزایش می‌دهد، زیرا می‌توان پایه‌ها را به اندازه دلخواه باز کرد تا ارتفاع تنظیم شود. از آن گذشته می‌توان هر پایه را در ارتفاع خاصی قرار داد تا سه پایه بتواند در سطوح ناصاف نیز تعادل داشته باشد. 

## سَری سه پایه (هِد)
هد (قسمت سر) سه پایه ها بر اساس جنس، نوع عملکرد و نوع نگهدارنده (هولدر) به چند دسته تقسیم می شوند:

### هِد سه پایه ها از نظر جنس:
- پلاستیکی: سه پایه های هد پلاستیکی عموماً برای موبایل یا دوربین های سبک مورد استفاده قرار می گیرند.
- فلزی: سه پایه های هد فلزی مناسب برای دوربین های فیلمبرداری و دوربین های عکاسی با لنز های سنگین هستند.

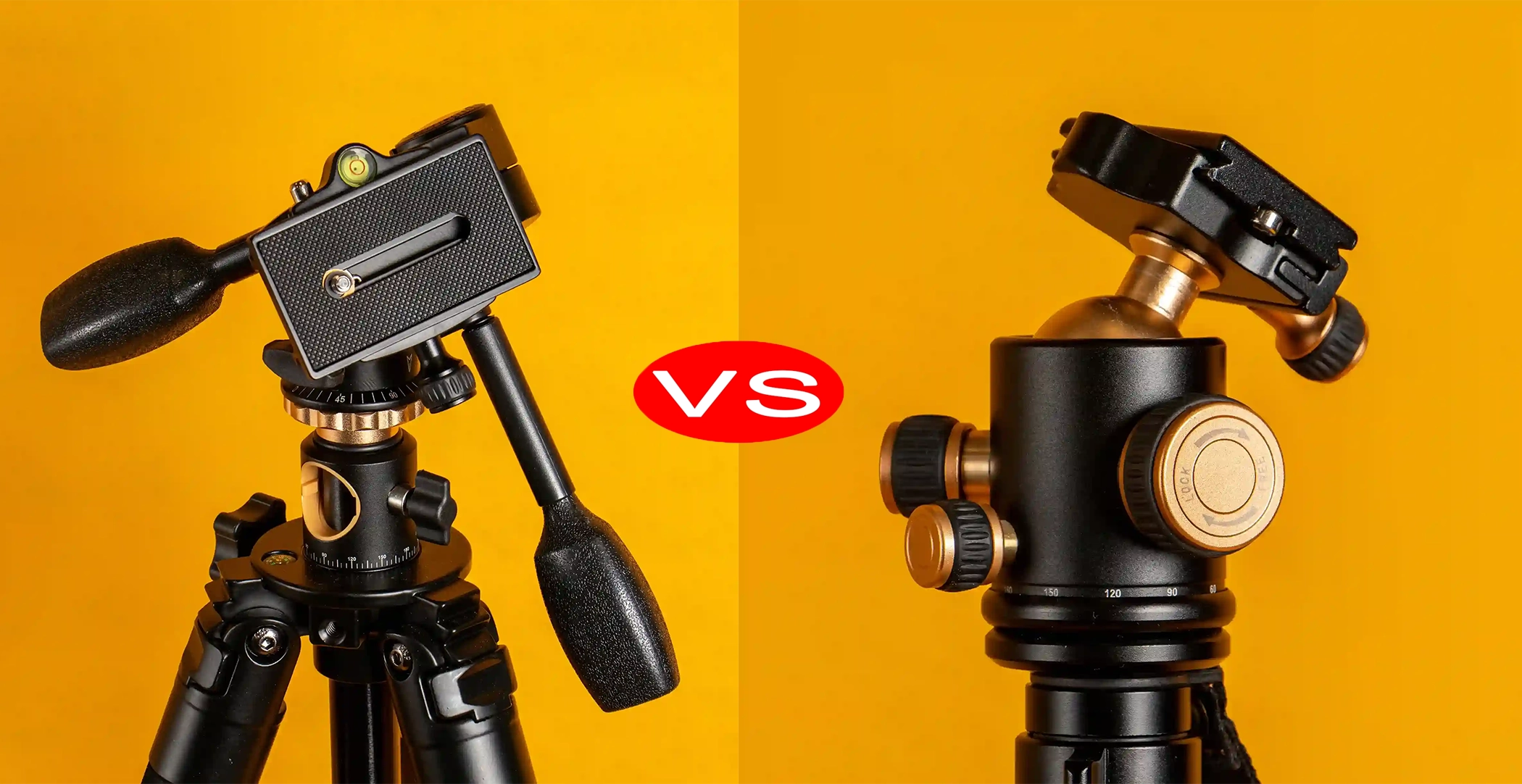
مقایسه سری سه پایه بال هد و پن هد

### هِد سه پایه ها از نظر عملکرد:
- بال هد (توپی): سه پایه های بال هد برای تغییر سریع زاویه دوربین گزینه ای ایده آل هستند.
- پَن هد (میله ای): سه پایه های پن هد برای فیلمبرداری و عکاسی پنینگ مناسب اند.

### هِد سه پایه ها از نظر نگهدارنده (هولدر):
- مانت موبایلی: سه پایه هایی که دارای هولدر مخصوص قرارگیری گوشی هوشمند هستند.
- مانت دوربین: سه پایه هایی که دارای کفشک مخصوص اتصال دوربین یا سایر تجهیزات عکاسی اند.

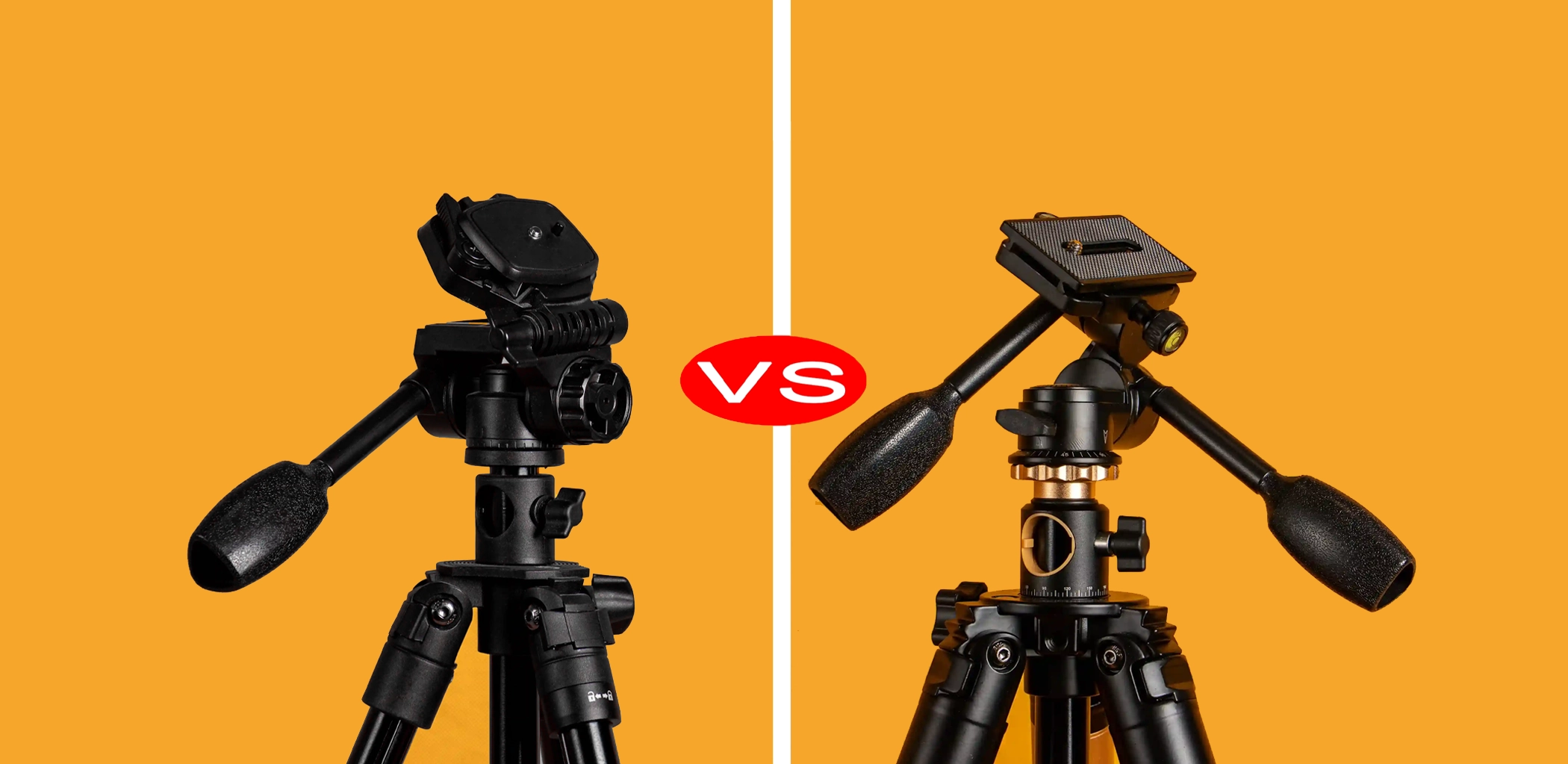
مقایسه سه پایه هد فلزی و سه پایه هد پلاستیکی

## منبع
- هوگ‌لند، آسترید (۱۳۸۸). کتاب ساده درباره عکاسی دیجیتال. ترجمهٔ رحیم دانایی. تهران: ارسباران. شابک ۹۶۴-۶۳۸۹-۲۳-۶.
- خرمی‌راد، نادر (۱۳۸۸). راهنمای عکاسی دیجیتال. تهران: کانون نشر علوم. شابک ۹۷۸-۹۶۴-۳۲۷-۰۶۸-۱.